# Ha Hjongdzsu
Ha Hjongdzsu (hangul: 하형주, handzsa: 河亨柱, RR: Ha Hyeong-ju; 1962. június 3. –) dél-koreai olimpiai bajnok és világbajnoki ezüst- és bronzérmes cselgáncsozó. Az 1984. évi nyári olimpiai játékokon félnehézsúlyban aranyérmet szerzett. Az 1985-ös világbajnokságon ezüstérmes volt. Részt vett az 1988. évi nyári olimpiai játékokon is, de érmet nem szerzett. Ezt követően visszavonult a versenyzéstől, a Tonga (Donga) Egyetemen oktat testnevelést.

## Olimpiai szereplése
| Versenyző                   | Versenyszám  | Csoport | Selejtező         | 32-es főtábla         | Nyolcaddöntő           | Negyeddöntő               | Elődöntő                      | Vigaszág nyolcaddöntő | Vigaszág negyeddöntő | Vigaszág elődöntő | Bronz- mérkőzés   | Döntő                     | Helyezés |
| Versenyző                   | Versenyszám  | Csoport | Ellenfél Eredmény | Ellenfél Eredmény     | Ellenfél Eredmény      | Ellenfél Eredmény         | Ellenfél Eredmény             | Ellenfél Eredmény     | Ellenfél Eredmény    | Ellenfél Eredmény | Ellenfél Eredmény | Ellenfél Eredmény         | Helyezés |
| --------------------------- | ------------ | ------- | ----------------- | --------------------- | ---------------------- | ------------------------- | ----------------------------- | --------------------- | -------------------- | ----------------- | ----------------- | ------------------------- | -------- |
| Ha Hjongdzsu (Ha Hyeong-Ju) | Félnehézsúly | B       |                   | John Adams (DOM) · GY | Joseph Meli (CAN) · GY | Mihara Maszato (JPN) · GY | Günther Neureuther (FRG) · GY |                       |                      |                   |                   | Douglas Vieira (BRA) · GY |          |